# كليتي كيلر
كليتي ديريك كيلر (بالإنجليزية: Klete Derik Keller؛ مواليد 21 مارس 1982) هو سباح تنافسي أمريكي سابق. قبل اعتزاله السباحة في عام 2008، فاز بخمس ميداليات أولمبية بما في ذلك ذهبيتين، في الألعاب الأولمبية الصيفية 2000 و2004 و2008 في سباق 400 متر حرة وسباق التتابع 4 × 200 متر حرة.
في يناير 2021، شارك كيلر في الهجوم على مبنى الكابيتول الأمريكي في 6 يناير.وفي وقت لاحق تم القبض عليه واتهامه بارتكاب ثلاث جرائم ناجمة عن مشاركته. وجهت إليه هيئة محلفين كبرى سبع تهم في الشهر التالي، ثم اعترف لاحقًا بالذنب في تهمة جنائية واحدة كجزء من صفقة إقرار الذنب.في ديسمبر 2023، حُكم عليه بالسجن لمدة ثلاث سنوات مع وقف التنفيذ وستة أشهر من الحبس المنزلي.في 20 يناير 2025، حصل على عفو كامل من الرئيس دونالد ترامب .

## نشأته
وُلِد كيلر في 21 مارس 1982،  في لاس فيغاس لأمه كارين وأبيه كيلي. كان كلا والديه رياضيين جامعيين في جامعة ولاية أريزونا في تيمبي ؛ كان والده يلعب كرة السلة وكانت والدته تسبح. سبحت شقيقة كليتي الكبرى، كيلسي، لصالح جامعة واشنطن، وكانت شقيقته الصغرى، كالين، ضمن فريق السباحة التابع لجامعة جنوب كاليفورنيا وتنافست في دورة الألعاب الأولمبية الصيفية 2004.
نشأ كليتي كيلر في فينيكس  وتخرج من مدرسة أركاديا الثانوية في فينيكس عام 2000.
وبحسب جون أوربانشيك، الذي درب كيلر في مسيرته الأخيرة في السباحة، فقد «كان يمر بأوقات عصيبة في منزله». وقد أكد آخرون أن كيلر كان يعيش حياة منزلية غير مستقرة.

### بداية مسيرته في السباحة
في بطولة صيف 1998، تم اختيار كيلر كـ«مبتدئ اللقاء». في بطولة الولايات المتحدة الوطنية للسباحة عام 1999، فاز بالميدالية البرونزية في سباق 1500 متر سباحة حرة، خلف كريس تومسون وإريك فيندت ‏. تنافس كيلر أيضًا في سباق 400 متر حرة، ليحتل المركز الخامس خلف تشاد كارفين، وإريك فيندت، وأوغور تانر، ومارك واركنتين.
فاز كيلر بالميدالية الذهبية في سباق المياه المفتوحة 5 كيلومترات في بطولة فيليبس 66 الوطنية لعام 1999 بزمن قدره 46:51، مما أكسبه مكانًا في نفس الحدث في بطولة عموم المحيط الهادئ للسباحة لعام 1999 في سيدني. في سباق المياه المفتوحة 5 كيلومترات في بطولة السباحة في المحيط الهادئ عام 1999، فاز كيلر بالميدالية الذهبية بزمن قدره 55:42. وكان كيلر أيضًا عضوًا في فريق الناشئين الوطني للولايات المتحدة عام 1999.

## مسيرته السباحة الجامعية
التحق كيلر بجامعة جنوب كاليفورنيا لمدة عامين من عام 2000 إلى عام 2001، لكنه ترك المدرسة للتركيز على السباحة. أثناء وجوده في جامعة جنوب كاليفورنيا، فاز بالعديد من بطولات باك-12 والرابطة الوطنية لرياضة الجامعات الفردية والتتابعية في سباقات 200 و500 و1650 ياردة حرة، بالإضافة إلى سباقات التتابع الحرة.[بحاجة لمصدر] كان بطل الرابطة الوطنية لرياضة الجامعات أربع مرات. في عامي 2000 و2001، تم اختيار كيلر ضمن «فريق النجوم» للسباحة بالولايات المتحدة.
فاز كيلر بالميدالية البرونزية في سباق 400 متر سباحة حرة في دورة الألعاب الأولمبية الصيفية 2000. كان واحدًا من العديد من الفائزين بالميداليات الأولمبية في السباحة لعام 2000 من فريق نادي سباق العالم، وهو معسكر سباحة صيفي في فلوريدا. وفي عام 2000 أيضًا، فاز باللقب الوطني الصيفي في سباق 400 متر سباحة حرة. في عام 2001، فاز كيلر باللقب الوطني الربيعي في سباق 200 متر سباحة حرة. وفي وقت لاحق من ذلك العام، في بطولة العالم للألعاب المائية، فاز كيلر بميدالية برونزية فردية في سباق 200 متر سباحة حرة وميدالية برونزية جماعية في سباق التتابع 4 × 200 متر سباحة حرة.

## مسيرته السباحة الاحترافية
غادر كيلر جامعة جنوب كاليفورنيا بعد موسمه الثاني، عندما أصبح محترفًا، وتنازل عن آخر عامين من أهليته للرياضة الجامعية. وبعد ذلك، تدرب حتى عام 2007 في نادي ولفيرين، الذي تديره جامعة ميشيغان في آن أربور، تحت قيادة جون أوربانشيك ولاحقًا بوب بومان. كان أوربانشيك مدربًا لفرق السباحة الثلاثة التي تنافس فيها كيلر. في وقت متأخر من مسيرته في السباحة، استشهد كيلر بأوربانشيك باعتباره أعظم تأثير عليه، مشيرًا إلى أنه «الرجل الذي أريد أن أكون مثله عندما أكبر». بعد أن أصبح محترفًا، تنافس كيلر في دورتين أولمبيتين صيفيتين أخريين، في عامي 2004 و2008. مرتين خلال مسيرته المهنية، كان الرياضي الغلاف لمجلة عالم السباحة. في عام 2015، أطلقت صحيفة رينو جازيت جورنال على كيلر لقب أكثر الرياضيين الأولمبيين حصولاً على الأوسمة على الإطلاق في ولاية نيفادا. بالإضافة إلى المرتين اللتين انضم فيهما إلى الفريق خلال مسيرته الجامعية، تم اختيار كيلر لعضوية فريق «كل النجوم» في السباحة بالولايات المتحدة أربع مرات أخرى بعد احترافه (في أعوام 2002 و2004 و2005 و2006). في نهاية مسيرته في السباحة، ورد أن كيلر كان يتدرب لمدة خمس ساعات يوميًا، ستة أيام في الأسبوع.
في بطولة عموم المحيط الهادئ للسباحة لعام 2002، فاز كيلر بالميدالية البرونزية الفردية في سباق 400 متر سباحة حرة والميدالية الفضية الجماعية في سباق التتابع 4 × 200 متر سباحة حرة. في بطولة العالم للسباحة القصيرة لعام 2002، فاز بالميدالية الذهبية في سباق 200 متر حرة و200 و400 متر حرة، بالإضافة إلى الميدالية البرونزية في سباق 800 متر حرة. كما فاز باللقب الوطني في صيف عام 2002 في سباق 400 متر سباحة حرة وتم اختياره ضمن فريق «كل النجوم» للسباحة بالولايات المتحدة. في بطولة العالم للرياضات المائية عام 2003، كان كيلر ضمن الفريق الأمريكي الفائز بالميدالية الذهبية في سباق 800 متر سباحة حرة. حصل على المركز الخامس في سباق 400 متر سباحة حرة. تنافس في سباق 200 متر سباحة حرة، وتم إقصاؤه بعد حصوله على المركز الأخير في الدور نصف النهائي. وفي عام 2003 أيضًا، فاز كيلر باللقب الوطني الربيعي في سباق 400 متر سباحة حرة.
خلال سباق التتابع الحر 4 × 200 متر في دورة الألعاب الأوليمبية الصيفية في أثينا عام 2004، تمكن كيلر من التغلب على إيان ثورب في المرحلة النهائية ليفوز بالسباق بفارق 0.13 ثانية. كانت هذه هي المرة الأولى التي تُهزم فيها أستراليا في هذا الحدث منذ أكثر من سبع سنوات. في يناير 2016، أطلق آندي روس من مجلة عالم السباحة عليها اسم واحدة من أعظم سباقات التتابع الأولمبية على الإطلاق. لم يهزم السباح الأمريكي مايكل فيلبس، وريان لوكتي، وبيتر فانديركاي، وكيلر في أي منافسة منذ تلك الألعاب الأولمبية فصاعدا.[بحاجة لمصدر] شكل فانديركاي، ولارسن جينسن، وإريك فيندت، وكيلر جوهر السباحين الأمريكيين المتميزين في المسافات المتوسطة/المسافات الحرة.[متى؟][بحاجة لمصدر] كما فاز كيلر بالميدالية البرونزية في سباق 400 متر سباحة حرة. في الألعاب الأولمبية، حصل كيلر على المركز الرابع في سباق 200 متر سباحة حرة. في عام 2004 أيضًا، تم اختيار كيلر ضمن «فريق النجوم» للسباحة بالولايات المتحدة.
في عام 2005، احتل كيلر المركز السابع على مستوى العالم في سباق 200 متر سباحة حرة، والمركز الرابع في سباق 400 متر سباحة حرة، والمركز 78 في سباق 100 متر سباحة حرة. في بطولة العالم للألعاب المائية 2005، فاز بالميدالية الذهبية في سباق 4×200 متر سباحة حرة. وفي عام 2005 أيضًا، فاز باللقب الوطني الصيفي للولايات المتحدة في سباق 800 متر سباحة حرة. في عام 2005، فاز باللقب الوطني الصيفي في سباق 400 متر سباحة حرة وكان ضمن فريق السباحة «كل النجوم» في الولايات المتحدة. في موسم 2006، حقق في بطولة الولايات المتحدة أفضل وقت في العالم في سباق 400 متر سباحة حرة (3:44.27). خلال الموسم، احتل المركز الأول عالميًا في سباق 400 متر سباحة حرة، والثالث في سباق 200 متر سباحة حرة، والمركز 52 في سباق 100 متر سباحة حرة. في بطولة عموم المحيط الهادئ للسباحة لعام 2006، فاز كيلر بثلاث ميداليات. فاز بالميدالية الذهبية في سباق 200 متر سباحة حرة، وكان عضوًا في فريق الولايات المتحدة الحائز على الميدالية الذهبية في سباق التتابع 4 × 200 متر سباحة حرة، وفاز بالميدالية البرونزية في سباق 400 متر سباحة حرة. تنافس كيلر أيضًا في سباق 100 متر سباحة حرة (جاء في المركز الحادي عشر في التصفيات)،  وفي سباق 50 متر سباحة حرة (جاء في المركز الثاني والثلاثين في التصفيات). في نفس العام، فاز باللقب الوطني الصيفي لعام 2006 في سباق 400 متر سباحة حرة، وفاز بالميدالية البرونزية في بطولة الولايات المتحدة الوطنية في سباق 200 متر سباحة حرة، وتم اختياره ضمن فريق السباحة «كل النجوم» للولايات المتحدة.
في عام 2007، غادر كيلر آن أربور وعاد إلى جامعة جنوب كاليفورنيا لإكمال دراسته والتدريب مع نادي تروجان للسباحة تحت قيادة المدرب ديف سالو. بعد عودته إلى جامعة جنوب كاليفورنيا، أكمل كيلر درجة البكالوريوس. في الأصل درس العلوم والسياسة العامة في الكلية،  وفي مرحلة ما في الكلية كان يدرس إدارة البناء. حصل أخيرًا على درجة في السياسة العامة وتطوير العقارات، بعد أن التحق بجامعة جنوب كاليفورنيا وجامعة شرق ميشيغان في يبسيلانتي شرق آن أربور. صرح لاحقًا أنه قبل دورة الألعاب الأولمبية الصيفية لعام 2008، كان يفكر في الذهاب إلى جامعة ولاية أريزونا لدراسة علم الإجرام. في التصنيف العالمي لعام 2007، احتل كيلر المرتبة 18 في سباق 400 متر سباحة حرة، والمرتبة 49 في سباق 200 متر سباحة حرة، والمرتبة 78 في سباق 100 متر سباحة حرة. في بطولة العالم للرياضات المائية 2007 في ملبورن، أستراليا كان ضمن الفريق الفائز بالميدالية الذهبية في سباق التتابع 4 × 200 متر سباحة حرة. حصل بشكل فردي على المركز العاشر في سباق 400 متر سباحة حرة والمركز الثامن عشر في سباق 200 متر سباحة حرة. في دورة الألعاب الأولمبية الصيفية 2008، فاز كيلر بالميدالية الذهبية في سباق التتابع الحر 4 × 200 متر.

## مسيرة ما بعد السباحة
تقاعد كيلر من السباحة بعد دورة الألعاب الأولمبية الصيفية 2008. شغل في البداية سلسلة من الوظائف في المبيعات والتمويل. من أكتوبر 2009 إلى نوفمبر 2010، عمل كيلر في مكتب آن أربور بولاية ميشيغان التابع لشركة خدمات الاستثمار المتبادلة في نورث ويسترن. من يونيو 2011 إلى نوفمبر 2012، عمل في شركة الأوراق المالية متعددة البنوك في ساوثفيلد، ميشيغان غرب وارن. في فبراير 2013، بدأ العمل في مكتب كانتور فيتزجيرالد في ممفيس، تينيسي، كمتداول ديون. غادر الشركة في فبراير 2014. وفي تعليقه على تلك الفترة في عام 2018، قال كيلر: «كانت السباحة هويتي طوال معظم حياتي، ثم انتقلت بسرعة إلى أدوار أخرى ولم أعط نفسي الوقت أبدًا لأشعر بالراحة معها. لقد عانيت حقًا من بعض الأشياء. لم أستمتع بعملي، وبدأ هذا التعاسة والافتقار إلى الهوية يتسلل إلى زواجي». في مقابلة بعد سنوات لبودكاست لقناة أوليمبيك، علق كيلر على أدائه كموظف في هذا الوقت، قائلاً إنه وضع توقعات عالية لنفسه، لكنه كان «مستحقًا» في مكان العمل، بالإضافة إلى كونه موظفًا سيئًا.
في عام 2018، انتقل كيلر إلى كولورادو سبرينجز، كولورادو جنوب دنفر  حيث بدأ حياته المهنية كوسيط عقاري، حيث عمل كمقاول مستقل مع شركة العقارات هوف آند لي. في عام 2021، عندما اتصلت بهم شركة سويمسوام بشأن قصتهم المنشورة في 11 يناير والتي تتحدث عن تورط كيلر في اقتحام مبنى الكابيتول، أكدت شركة هوف ولي أن كيلر كان لا يزال موظفًا في الشركة. علق مراسل سويم سوام الذي نشر القصة في المقال بأن الشركة «بدا أنها غير مدركة لمقطع فيديو الكابيتول أو تورط كيلر المحتمل» في الهجوم. وفي وقت لاحق من ذلك اليوم، قامت الشركة بمسح جميع الإشارات إلى كيلر من موقعها على الإنترنت. في 12 يناير 2021، أصدرت شركة هوف آند لي بيانًا قالت فيه إن كيلر لم يعد يعمل لدى الشركة، بعد استقالته، وأنهم لم يتسامحوا مع أفعاله. وفقًا لتقرير سويمسوام الصادر في يناير 2022، عاد كيلر للعمل مع هوف ولي في مايو 2021.

## المشاركة في هجوم مبنى الكابيتول الأمريكي 2021
تم التعرف على كيلر باعتباره مشاركًا في هجوم مبنى الكابيتول الأمريكي عام 2021، حيث شوهد داخل قاعة الكابيتول وسط حشد من الناس يشتبكون مع ضباط الشرطة. وأفاد العديد من الأشخاص الذين شاهدوا مقطع فيديو نشرته صحيفة تاون هول ‏ المحافظة بوجود كيلر. وقال بعض الأشخاص الذين تعرفوا على كيلر في الفيديو إنه كان ينشر بشكل متكرر محتوى مؤيدًا لترامب على حساباته على وسائل التواصل الاجتماعي. قام كيلر بحذف حساباته على مواقع التواصل الاجتماعي بعد أن تم التعرف عليه. تم التعرف عليه، جزئيًا، بسبب طوله، وحقيقة أنه كان يرتدي سترة فريق الولايات المتحدة الأوليمبي، وأن وجهه لم يكن مسدودًا في الفيديو.
في 13 يناير 2021، وجه مكتب التحقيقات الفيدرالي إلى كيلر تهمة عرقلة إنفاذ القانون أثناء أداء واجباته الرسمية، والدخول غير القانوني إلى أراضي الكابيتول، والسلوك غير المنضبط على أراضي الكابيتول، بسبب تورطه في اقتحام مبنى الكابيتول. وبسبب هذه التهم، كان يواجه في البداية عقوبة تصل إلى 15.5 سنة في السجن. سلم نفسه في اليوم التالي  وقام العملاء الفيدراليون بتنفيذ مذكرة تفتيش ومصادرة لمنزله. تم إطلاق سراح كيلر من الحجز في نفس اليوم بموجب سند تعهد شخصي. وأمر القاضي بعدم السفر إلى واشنطن العاصمة في أي وقت قبل 21 يناير، وهو اليوم التالي لتنصيب جو بايدن. بعد ذلك التاريخ، سمحت له أوامر القاضي بالسفر إلى واشنطن العاصمة لحضور جلسات المحكمة والاجتماع مع المحامين، لكنها اشترطت عليه أن يطلب الإذن قبل القيام بأي رحلات إلى ولاية كارولينا الشمالية، حيث يعيش أطفاله. وستقرر هيئة المحلفين الكبرى ما إذا كانت هناك حاجة إلى توجيه اتهامات أكثر خطورة. في 10 فبراير/شباط، وجهت هيئة المحلفين الكبرى إلى كيلر سبع تهم، بما في ذلك الاضطرابات المدنية، وعرقلة الإجراءات الرسمية، والدخول إلى مبنى محظور، والسلوك غير المنضبط في مبنى محظور، والسلوك غير المنضبط في مبنى الكابيتول. كانت العقوبة القصوى لهذه التهم هي السجن لمدة تقرب من 30 عامًا. في 9 مارس 2021، دفع كيلر ببراءته من سبع تهم، بما في ذلك الاضطرابات المدنية والتلاعب بالشهود.
في 29 سبتمبر 2021، كجزء من صفقة الإقرار بالذنب، أقر كيلر بالذنب في تهمة جنائية تتعلق بعرقلة إجراءات رسمية أمام الكونجرس. وتعهد أيضًا بالتعاون مع أي تحقيق مستمر في الهجوم. تصل العقوبة القصوى لهذه الجناية إلى السجن لمدة 20 عامًا. وفي إقراره بالذنب، اعترف بأنه أمضى ما يقرب من ساعة في مبنى الكابيتول بالولايات المتحدة. واعترف بأنه صرخ في قاعة الكابيتول «اللعنة على نانسي بيلوسي !» و«اللعنة على تشاك شومر !»، والتقط مقاطع فيديو وصورًا، و«حرك مرفقه» لتجنب ضباط إنفاذ القانون الذين كانوا يحاولون إخراجه من المبنى. واعترف بأنه قام لاحقًا بتدمير هاتف وبطاقة ذاكرة كان قد أحضرها معه إلى الكابيتول، وألقى بالسترة التي كان يرتديها في ذلك الوقت.
في ديسمبر 2022، تم إطلاق سراح كيلر بكفالة في انتظار صدور الحكم عليه. واجه عقوبة بالسجن تتراوح بين 21 إلى 27 شهرًا  وتم تحديد يوم النطق بالحكم في 7 يوليو 2023. في 15 يونيو 2023، طلب كيلر تأجيل جلسة النطق بالحكم حتى يتمكن من «تسهيل» تعاونه مع التحقيق الجاري في هجوم الكابيتول. تم تأجيل النطق بالحكم حتى الأول من ديسمبر 2023. في 17 نوفمبر/تشرين الثاني، طلبت الحكومة الأمريكية الحكم على كيلر بالسجن لمدة 10 أشهر، وهي مدة أقصر من المدة المقررة في قضايا مماثلة والتي تتراوح بين 21 و27 شهرًا. في 4 ديسمبر 2023، حُكم على كيلر بالسجن المنزلي لمدة ستة أشهر ووضع تحت المراقبة لمدة ثلاث سنوات.
في 20 يناير 2025، حصل كيلر على عفو كامل من الرئيس دونالد ترامب.

## حياته الشخصية
قبيل دورة الألعاب الأولمبية الصيفية 2004، ورد أن كيلر عانى من فترة من الأرق والضيق، مما أدى إلى «انهيار عاطفي».
في عام 2008، قبل الألعاب الأولمبية، أعلن كيلر وكاري كار خطوبتهما. تزوجا وأنجبا ثلاثة أطفال. تم الطلاق بين كيلر وكار. لقد خاض الاثنان نزاعًا على الحضانة أثناء الطلاق.
في عام 2018، كشف كيلر أنه في يناير 2014، بعد أن مر بطلاقه وبطالته، أصبح بلا مأوى وعاش خارج سيارته لمدة عشرة أشهر تقريبًا. وقال أيضًا إنه كان يفتقر منذ أربع سنوات إلى حقوق الزيارة مع أطفاله، مما جعله غير قادر على رؤيتهم، على الرغم من أنه يعيش على بعد دقائق فقط منهم. وفي مقابلة أجراها في ربيع عام 2014، قال إنه لم يعد متأكدًا من مكان وجود ثلاث من ميدالياته الأولمبية. وفي المقابلة ذاتها، قال كيلر إنه فشل في تحقيق نجاحات مماثلة في مساعيه بعد اعتزاله السباحة. وقال إنه ارتكب خطأ عدم وجود الرؤية المستقبلية للتخطيط لمسيرته بعد السباحة، وشعر ببعض «المرارة» تجاه نفسه ورياضته. أعرب عن أسفه لاستمراره في السباحة لمدة أربع سنوات أخرى بعد أولمبياد 2004، قائلاً إنه يعتقد، في وقت لاحق، أنه كان ينبغي له أن يتقاعد بعد أولمبياد صيف 2004 ويعود إلى المدرسة.
في عام 2018، أشاد كيلر بأخته كالين لمساعدته فيما اعتبره عودة شخصية من أدنى نقطة له من التشرد، قائلاً إنها احتضنته. خلال ذلك الوقت قام بتدريس دروس السباحة وإدارة عيادات السباحة. كما عاش مع جدته في وقت ما. في الوقت الذي انتقل فيه إلى كولورادو سبرينجز، استعاد كيلر قدرته على زيارة أطفاله. اعتبارًا من 2021، يعيش أطفاله في ولاية كارولينا الشمالية ويقوم بزيارتهم. في أغسطس 2018، ظهر كيلر في الأخبار بسبب حادثة حيث قامت مربية الكلاب التي استأجرها باستضافة ثلاثي في منزله دون إذن من كيلر. دخل كيلر إلى منزله ليجد غرباء في حالة عراة.
بعد مشاركته في اقتحام مبنى الكونجرس الأمريكي، وصفه أصدقاء كيلر بأنه محافظ سياسي قوي ومتحمس للأسلحة النارية، والذي أعرب عن دعمه القوي بشكل متزايد لدونالد ترامب على وسائل التواصل الاجتماعي الخاصة به في السنوات السابقة، وخاصة في العام السابق مباشرة. كان كيلر قد حضر سابقًا «مسيرة المليون ماجا»، وهي احتجاج مؤيد لترامب في انتخابات الولايات المتحدة 2020–21 التي أقيمت في واشنطن العاصمة، في أواخر نوفمبر 2020. بعد مشاركة كيلر في اقتحام مبنى الكابيتول، قالت زوجته السابقة، المعروفة آنذاك باسم كاري كار شيريل،  إنها لم تعد تربطها علاقة شخصية بكيلر، وعلقت بأنها تعتقد أنه «خلال مسيرته في السباحة ومنذ ذلك الحين، كان لديه العديد من القضايا الشخصية التي اختار عدم التطرق إليها».
في عام 2024، تزوج كيلر من زوجته الثانية، ليندسي. خلال شهر العسل، بينما كانا على متن قارب عائم قبالة ساحل فلوريدا في خليج تشوكتاواتشي، أنقذ كيلر طالبًا في المدرسة الثانوية يبلغ من العمر 18 عامًا من الغرق بعد حادث دراجة مائية خطير. سبح كيلر، الذي شهد الحادث من القارب، إلى المراهق فاقد الوعي وقام بإجراءات إنقاذ حياته مع إبقائه فوق الماء.

## وصلات خارجية
- كليتي كيلر على موقع الاتحاد الدولي للسباحة (الإنجليزية)
- كليتي كيلر على موقع SwimRankings.net (الإنجليزية)
- كليتي كيلر على موقع اللجنة الأولمبية الدولية (الإنجليزية)
- كليتي كيلر على موقع أوليمبيديا (الإنجليزية)
- كليتي كيلر على موقع اللجنة الأولمبية والبارالمبية الأمريكية (الإنجليزية)